# Heinrich Neumann
Pour les articles homonymes, voir Neumann.
Heinrich Wilhelm Neumann (né le 17 janvier 1814 à Breslau où il meurt le 14 octobre 1884, est un psychiatre légal allemand qui a marqué les premières avancées de la science psychiatrique.